# Dőry Pál

A jobaházi Dőry család címere

Jobaházi Dőry Pál (Tevel, 1853. június 1. – Görbő, 1926. május 9.), Békés vármegye főispánja, Tolna vármegye alispánja, főszolgabíró, földbirtokos.

## Élete
A jobaházi Dőry családnak a köznemesi ágában született. Apja jobaházi Dőry Mihály (1817–1885) nagybirtokos, anyja Hainer Laura (1812–1886) volt. Az apai nagyszülei jobaházi Dőry Mihály (1773–1817), földbirtokos, és gyömörei és teölvári Gyömörey Anna Mária (1781–†?) voltak; az utóbbi asszonynak az anyja a zalalövői Csapody családból való gyömörei és teölvári Gyömörey Györgyné zalalövői Csapody Borbála (1759–1815), akinek a fivére zalalövői Csapody Gábor (1760–1825), királyi tanácsos, Somogy vármegye alispánja, költő, szabadkőműves, földbirtokos volt.
Felsőfokú tanulmányait a Budapesti Egyetemen végezte, ahol állam- és jogtudományi tanulmányokat folytatott. Tanulmányai befejeztével közigazgatási pályára lépett, amit Tolna vármegye tiszteletbeli aljegyzőjeként kezdett meg 1877-ben. 1878-ban megválasztották árvaszéki jegyzővé, majd ugyanitt ülnök volt 1885-ig, végül elnök 1887-ig. Ekkor Tolna vármegye völgységi járásának főszolgabírájává tették meg, mely hivatalában egészen vármegyei alispáni kinevezéséig, 1895-ig maradt. Alispánságában 1907-ig maradt, ekkor azonban elkerült megyéjéből, ugyanis Békés vármegye főispánjává nevezték ki. A vármegye vezetését nyomban átvette, a december 30-ára meghirdetett tisztújító közgyűlésen mondott székfoglaló beszédében kiemelte, hogy habár teljesen gyökértelenül érkezett Békésbe, azon fog munkálkodni, hogy minél jobban megismerje a helyi viszonyokat. Ezen munkája azonban hiábavalónak bizonyult, így 1909-ben a belügyminiszterhez intézett levelében felmentését kérte. A királyi felmentés nem is késlekedett, még az év végén meg is érkezett. Több mint 30 évi pályafutása után ekkor nyugállományba vonult.

## Házassága és leszármazottjai
m.Tüskepusztán 1887 február 26-án feleségül vette távoli rokonát, jobaházi Dőry Gabriella (Zomba, 1865. január 6.–Görbő, 1935. július 11.) kisasszonyt, akinek a szülei jobaházi Dőry Gyula (1828–1878), kamarás, Szent Gergely rend vitéze, földbirtokos, és gróf gönczruszkai Kornis Anna (1834–1876) voltak. Az apai nagyszülei  jobaházi Dőry Miklós (1804–1863), kamarás, Szent Gergely rend vitéze, és gróf von Aichelburg Katalin (1802–1840) voltak. Dőry Pál és Dőry Gabriella frigyéből négy gyermek született:
- Natália (1888–1968); férje szentmiklósi Novák Kamill (1884–1961)
- Veronika (1891–1939); férje jobaházi Dőry Frigyes (1874–1978)
- Pál (1895–1898)
- Gabriella (1897–1976); férje Szabó Imre